# 종로3가역2번출구
"종로3가역2번출구"는 2017년에 개봉한 대한민국의 영화이다.

## 캐스팅
- 박상훈 : 이경훈 역
- 손하경 : 양성경 역
- 김찬형 : 김희원 역
- 박상아 : 최지윤 역
- 서영주 : 서희진 역
- 김부영 : 김부영 역
- 한태경 : 한태경 역
- 주원규 : 주원규 역
- 박효균 : 박효균 역
- 전지수 : 계약자 역